# Allosaurus
Allosaurus (phát âm tiếng Anh: /ˌæləˈsɔːrəs/) là một chi khủng long chân thú carnosauria lớn sống vào kỷ Jura Muộn cách đây 155 - 145 triệu năm (tầng Kimmeridge - tầng Tithon). Danh pháp "Allosaurus" nghĩa đen là "thằn lằn dị biệt" bởi đốt sống của loài này khá độc đáo tại thời điểm phát hiện. Cái tên này được lấy theo tiếng Hy Lạp ἄλλος (allos) ("dị biệt, khác biệt") và σαῦρος (sauros) ("thằn lằn/bò sát nói chung"). Nhà cổ sinh vật học Othniel Charles Marsh là người có công mô tả di tích hóa thạch đầu tiên được công nhận của chi này vào năm 1877. Với vai trò là loài khủng long chân thú đầu tiên được nghiên cứu kĩ càng, Allosaurus từ lâu đã thu hút sự hiếu kì của công chúng bên ngoài ngành cổ sinh.
Allosaurus là chi khủng long ăn thịt lớn đi đứng bằng hai chân. Hộp sọ của chúng tuy nhẹ nhưng mạnh mẽ. Hàm của chúng trang bị hàng tá chiếc răng sắc nhọn, khi phóng to sẽ thấy có các răng cưa nhỏ men theo đường cạnh răng. Loài A. fragilis có chiều dài trung bình khoảng 8,5 m (28 ft), với chiều dài cực đại ước tính là 9,7 m (32 ft). Chi sau của chúng dài và khỏe song chi trước gồm ba ngón tay lại khá nhỏ. Chúng giữ thăng bằng nhờ phần đuôi dài và chắc hẳn rất cơ bắp. Chúng được xếp vào họ allosauridae, một nhóm khủng long chân thú carnosauria.
Lịch sử phân loại của chi khủng long này khá phức tạp và nó bao gồm ít nhất 3 loài chính thống, nổi tiếng nhất là A. fragilis. Phần lớn hóa thạch Allosaurus được phát hiện tại Thành hệ Morrison của Bắc Mỹ, nhưng cũng có một số di cốt được tìm thấy tại Bồ Đào Nha. Nửa đầu thế kỷ 20, các nhà cổ sinh còn gọi chi này là Antrodemus, song một nghiên cứu tại Cleveland-Lloyd Dinosaur Quarry đã chấn hưng danh pháp "Allosaurus" và khiến cho chi này trở thành một trong những chi khủng long nổi tiếng nhất từng được biết.
Bởi lẽ hóa thạch Allosaurus rất sẵn tại địa bàn Morrison, chúng có lẽ là dã thú đứng đầu chuỗi thức ăn, đi săn những con khủng long ăn cỏ đồng đại và thậm chí có lẽ cả những loài ăn thịt khác. Những con mồi tiềm năng của Allosaurus bao gồm khủng long chân chim, khủng long mái và khủng long chân thằn lằn. Một số nhà cổ sinh cho rằng Allosaurus là những dã thú với hành vi xã hội hợp tác và đi săn theo bầy, song các học giả khác thì tin rằng chúng không thể hòa hợp với nhau và các bằng chứng về việc tụ họp theo bầy thực chất là những cá thể tình cớ kiếm ăn ở cùng một chỗ.

## Mô tả

So sánh kích thước giữa các loài Allosaurus với con người

Allosaurus là loài tiêu biểu của các chi khủng long chân thú lớn, với các đặc điểm điển hình như hộp sọ to, cổ ngắn, đuôi dài và chi trước tương đối ngắn. Loài nổi tiếng nhất thuộc chi này là Allosaurus fragilis có chiều dài trung bình khoảng 8,5 m và cân nặng trung bình khoảng 1,7 tấn. Mẫu Allosaurus lớn nhất (AMNH 680) được ước tính dài 9,7 m và nặng 2,3 tấn. James H. Madsen chỉ ra một loạt kích thước xương của Allosaurus trong chuyên khảo của ông vào năm 1976, với ước tính chiều dài tối đa là 12–13 m. Như các chi khủng long khác nói chung, ước tính khối lượng còn gây tranh cãi, và từ năm 1980 đã có nhiều ước tính khối lượng trong khoảng 1.500 kg, 1.000-4.000 kg tới 1.010 kg đối với các cá thể trưởng thành yếu vị (không phải tối đa). John Foster, chuyên gia nghiên cứu thành hệ Morrison, cho rằng ước tính 1.000 kg khá hợp lý đối với loài A. fragilis, nhưng ước tính 700 kg dường như sát hơn với kết quả đo đạc ông tiến hành trên các mẫu xương đùi điển hình. Sử dụng mẫu vật có biệt danh "Big Al" thuộc loài Allosaurus jimmadseni, các nhà nghiên cứu cho chạy mô phỏng trên máy tính và tính toán mẫu này nặng tầm 1500 kg; song khi sửa liên tục các thông số thì họ được phổ khối lượng dao động giữa 1.400 kg và 2.000 kg.

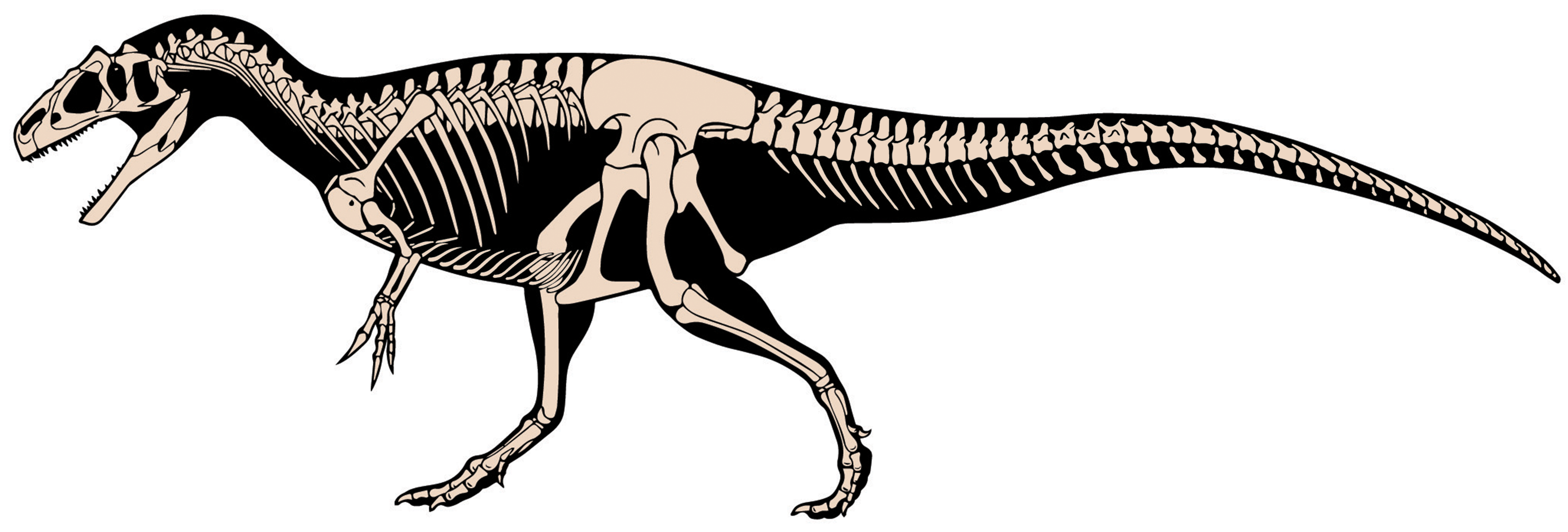
Khung xương phục dựng của A. jimmadseni

Nhiều mẫu khổng lồ đã được quy vào chi Allosaurus song vẫn chưa chắc chắn. Chi Saurophaganax (OMNH 1708) có lẽ dài tới 10,9 m, và do chi này chỉ bao gồm một loài duy nhất nên đôi khi được gộp luôn vào chi Allosaurus với danh pháp Allosaurus maximus, mặc dù các nghiên cứu gần đây ủng hộ sự phân biệt giữa hai chi này. Một mẫu tiềm năng khác của Allosaurus từng được gán cho chi Epanterias (AMNH 5767) có thể dài tới 12,1 m. Một mảnh xương dạng thù allosaurid được phát hiện gần đây tại Mỏ Peterson của thành hệ Morrison, New Mexico, nhiều khả năng thuộc về chi Saurophaganax.
David K. Smith sau khi kiểm định hóa thạch Allosaurus ở từng mỏ đá đã phát hiện ra rằng các mẫu tại Cleveland-Lloyd Dinosaur Quarry (bang Utah) thường nhỏ hơn so với các mẫu từ Como Bluff (bang Wyoming) và Dry Mesa Quarry (bang Colorado), song hình thái xương không khác nhau giữa các địa phương. Một nghiên cứu sau đó của Smith tích hợp các mẫu từ Garden Park (bang Colorado) và Tượng đài Quốc gia Khủng long (bang Utah) đã không tìm thấy bằng chứng về sự khác biệt hình thái xương; biến thể hộp sọ khá phổ biến và không quá đáng kể, chứng tỏ đặc điểm này đơn thuần là dị hình cá thể. Nghiên cứu sâu hơn về biến thể liên quan đến kích thước vẫn không tìm ra sự khác biệt nhất quán, mặc dù các di cốt từ Dry Mesa có vẻ gần gũi nhau hơn dựa trên cơ sở hình thái xương sên. Kenneth Carpenter khi nghiên cứu các mảnh hộp sọ từ Cleveland-Lloyd đã nhận thấy sự khác biệt rất lớn giữa các cá thể và đặt hoài nghi đối với các phân cấp loài trước đây dựa trên các đặc điểm như hình dạng của sừng và sự khác biệt được đề xuất của A. jimmadseni dựa trên hình dạng má.

### Hộp sọ

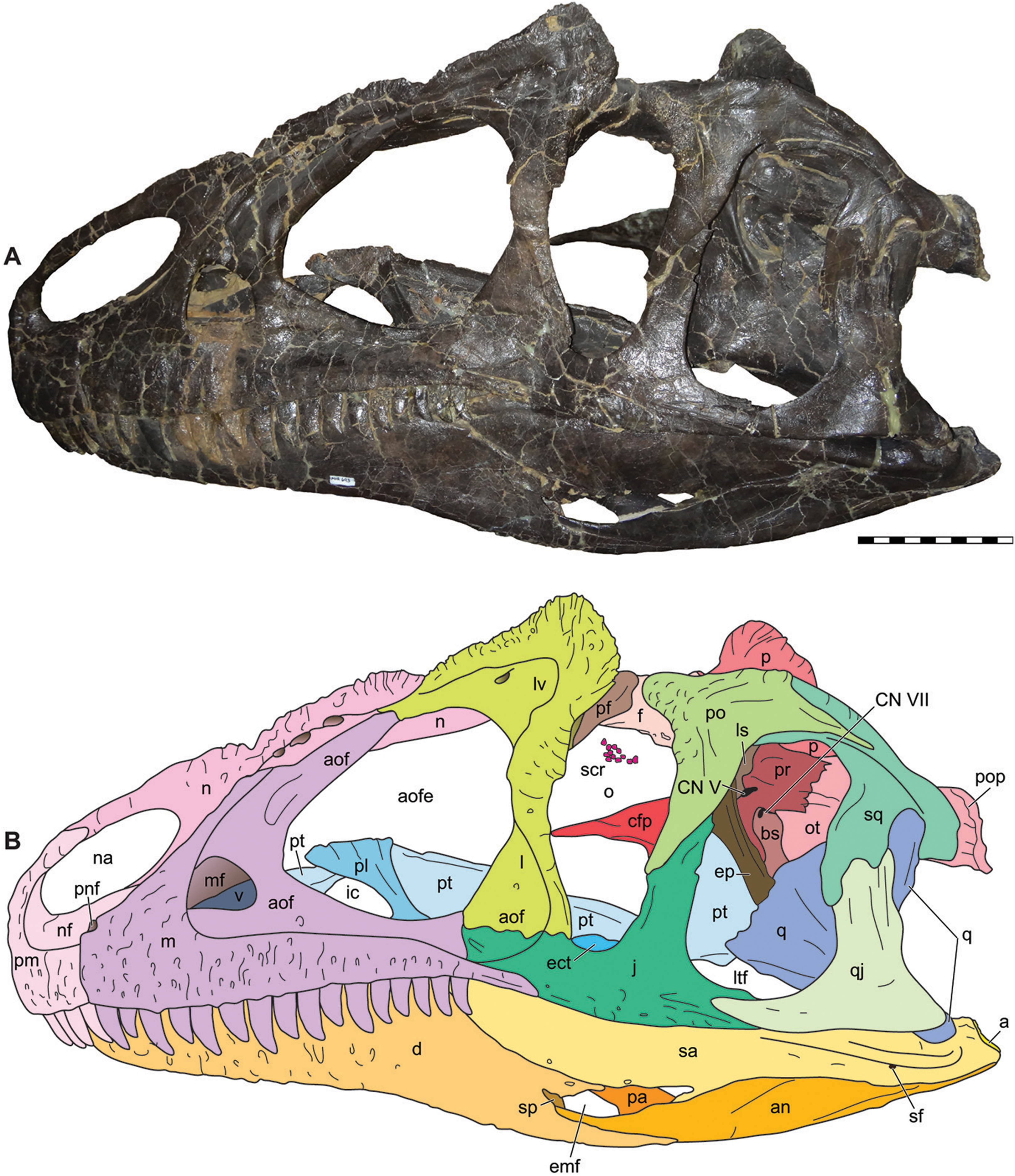
Hộp sọ A. jimmadseni với các xương cấu thành tô đậm

Hộp sọ và răng của Allosaurus cân đối rất khiêm tốn so với loài khủng long chân thú bình thường. Nhà cổ sinh vật học Gregory S. Paul đưa ra chiều dài 845 mm cho hộp sọ thuộc về một cá thể mà ông ước tính dài 7,9 m. Mỗi xương tiền hàm trên (xương tạo thành đầu mõm) có 5 răng với mặt cắt hình chữ D và mỗi xương hàm trên (xương mang răng chính ở hàm trên) có từ 14 đến 17 răng; số lượng răng không hoàn toàn tương ứng với kích thước của xương. Mỗi xương răng (xương mang răng ở hàm dưới) có từ 14 đến 17 răng, với số lượng trung bình là 16. Răng trở nên ngắn hơn, hẹp hơn và cong hơn khi đi về phía sau hộp sọ. Tất cả các răng đều có cạnh giống như cưa. Răng bị rụng ra dễ dàng và được thay thế liên tục, khiến chúng trở thành thành hóa thạch phổ biến.
Hộp sọ có một cặp sừng ở trên và trước mắt. Những chiếc sừng này là phần mở rộng của xương lệ, phong phú về kiểu hình và kích thước. Ngoài ra còn có những đường nhô thấp hơn chạy dọc theo các cạnh trên của xương mũi dẫn lên các sừng. Sừng có lẽ được bọc bởi keratin và có thể có nhiều chức năng, bao gồm che nắng cho mắt, sử dụng để phô trương và để chiến đấu chống lại các thành viên khác cùng loài (mặc dù chúng khá dễ vỡ). Có một đường nhô dọc theo mặt sau của hộp sọ cho cơ bắp gắn vào, giống ở họ tyrannosaurid.
Bên trong xương lệ là những vết lõm có thể chứa các loại tuyến, chẳng hạn như tuyến muối. Trong hàm trên là các xoang phát triển tốt hơn so với các chi nguyên thủy hơn, chẳng hạn Ceratosaurus và Marshosaurus; đặc điểm này có lẽ liên quan đến khứu giác, có thể chứa bộ phận Jacobson. Mái của hộp bao não mỏng, có lẽ để cải thiện sự điều nhiệt cho não. Hộp sọ và hàm dưới có khớp cho phép chuyển động trong các đơn vị này. Ở hàm dưới, xương của nửa trước và nửa sau có khớp lỏng, cho phép hàm nhô ra phía ngoài và làm tăng góc há mồm của con vật. Hộp bao não và xương trán có thể có khớp nối.

### Bộ xương hậu sọ

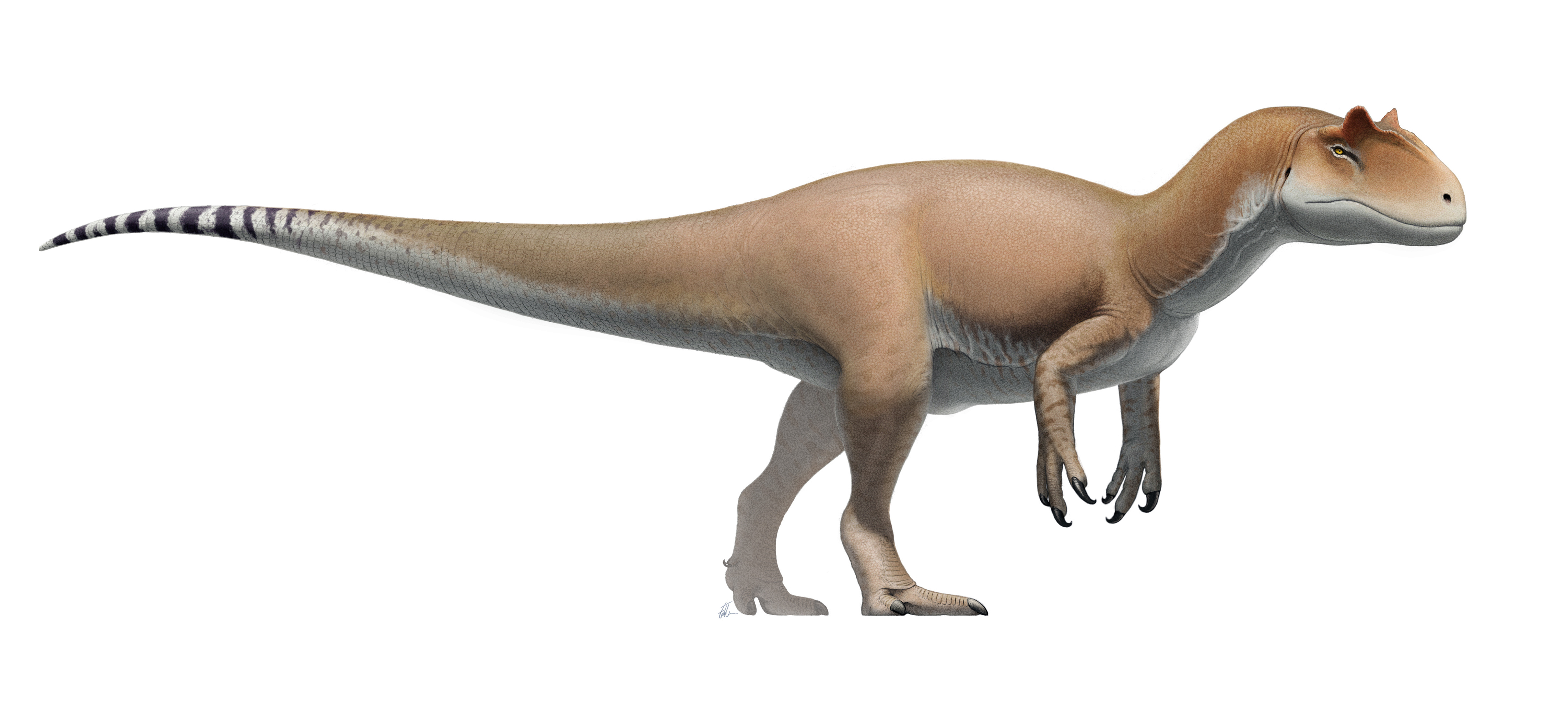
Phục dựng một con A. fragilis

Allosaurus có 9 đốt cổ, 14 đốt lưng và 5 đốt cùng hỗ trợ hông. Số lượng đốt sống đuôi chưa biết và tùy vào kích thước cá thể; James Madsen ước tính khoảng 50, trong khi Gregory S. Paul cho rằng vậy là quá nhiều và ước tính tầm 45 hoặc ít hơn. Có những khoảng trống ở đốt cổ và đốt lưng phía trước. Những khoảng trống như vậy, cũng được tìm thấy ở chim, dùng để chứa các túi khí dùng trong hô hấp. Lồng xương sườn rộng so với các khủng long chân thú nguyên thủy như Ceratosaurus.
Allosaurus có xương bụng, nhưng ít khi tìm được mẫu có xương này, có thể là do chúng thạch hóa kém. Trong một trường hợp được công bố, xương bụng mang vết chấn thương lúc còn sống. Một xương chạc có mặt, nhưng chỉ được công nhận từ năm 1996 trở đi; nhiều khi xương chạc bị nhầm lẫn với xương bụng. Ilium, xương hông chính, rất lớn và xương mu có một mặt đế kéo dài nổi bật cho cơ bắp bám vào và làm điểm tựa cho cơ thể khi chúng ngồi trên mặt đất. Madsen lưu ý rằng trong khoảng một nửa số cá thể từ Cleveland-Lloyd Dinosaur Quarry, không kể kích thước, các xương mu không hợp nhất với nhau ở đầu đế. Ông cho rằng đây là một đặc điểm giới tính, với những con cái thiếu xương hợp nhất để việc đẻ trứng dễ dàng hơn. Tuy vậy, đề xuất này không gây nhiều sự chú ý.

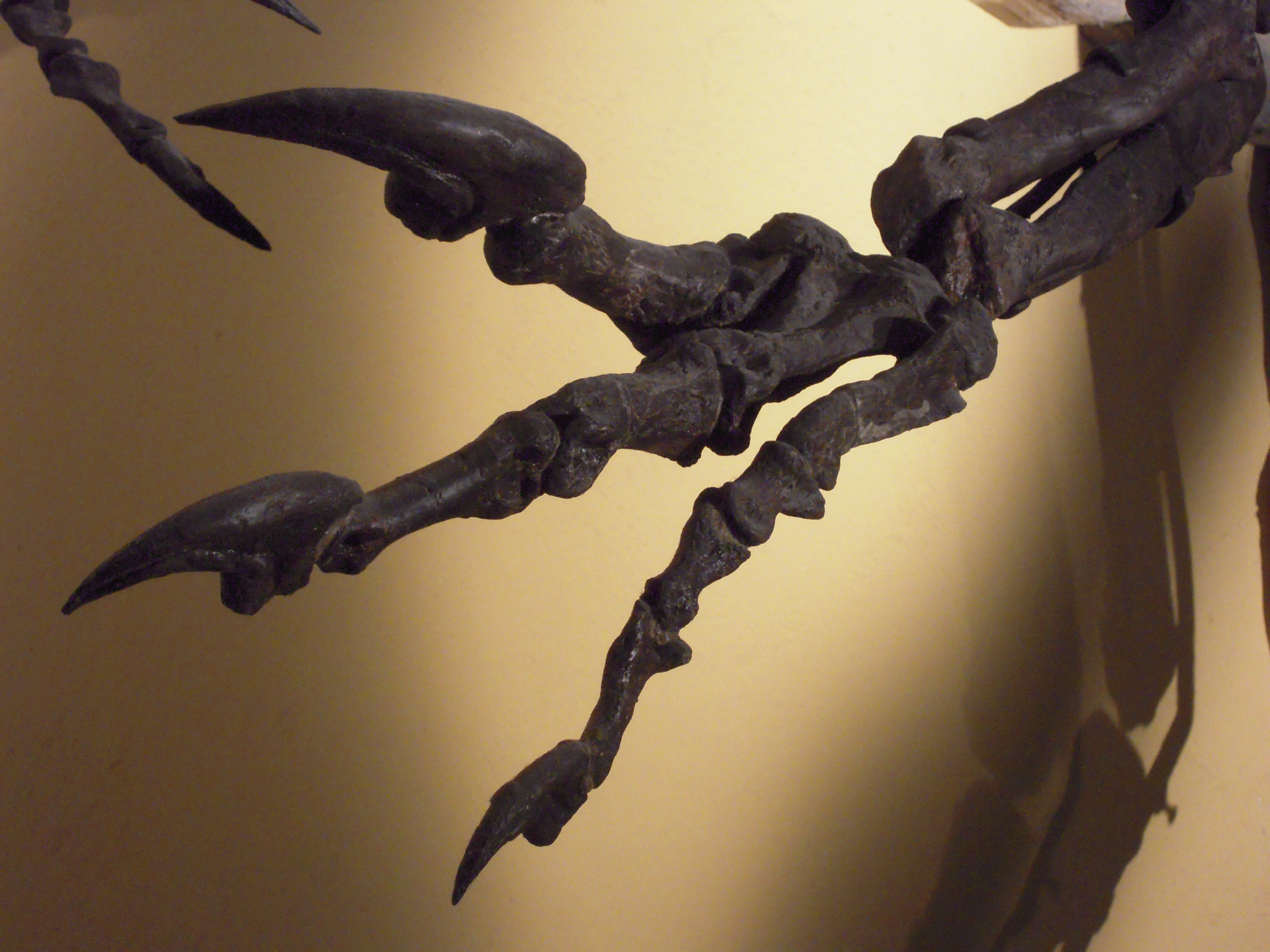
Tay và vuốt của A. fragilis

Chi trước của Allosaurus ngắn so với chi sau (dài bằng 35% chân ở cá thể trưởng thành) và có ba ngón tay với vuốt lớn, cong và nhọn. Cánh tay rất khỏe, và cẳng tay ngắn hơn cánh tay trên (tỷ lệ xương khuỷu tay/xương cánh tay là 1/1,2). Khối xương cổ tay hình lưỡi liềm giống ở các maniraptoran tân tiến hơn. Trong ba ngón tay, ngón trong cùng (hoặc ngón cái) lớn nhất, và tách khỏi các ngón khác. Công thức đốt ngón tay là 2-3-4-0-0, nghĩa là ngón trong cùng (phalange) có hai đốt, ngón liền kề có ba và ngón cuối có bốn. Đôi chân không dài hoặc phù hợp cho hành động chạy như của tyrannosaurid, và móng vuốt của ngón chân không phát triển và giống móng guốc hơn so với các khủng long chân thú nguyên thủy hơn. Mỗi bàn chân có ba ngón chân chịu tải trọng và một ngón huyền, mà Madsen cho rằng nó có chức năng để bắt mồi ở con non. Ngoài ra còn có một tàn dư giống như nẹp của xương bàn chân thứ năm (ở ngoài cùng), có lẽ là một đòn bẩy giữa gân achilles và bàn chân.

## Cổ sinh thái học

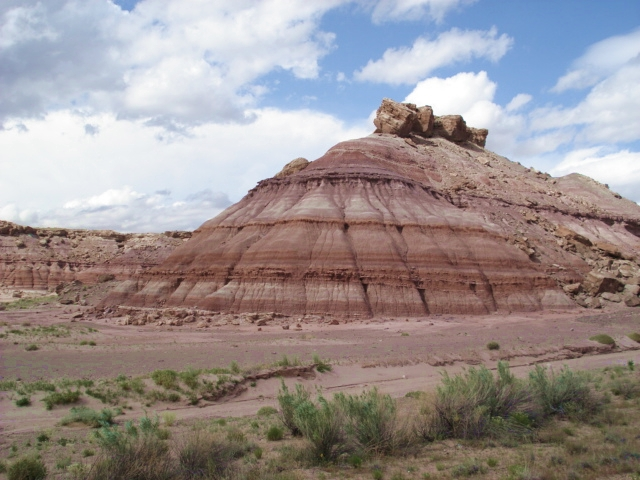
Phần trồi lên của Brushy Basin Member, thành hệ Morrison, phía Tây sông Green, Utah, trên cao nguyên Colorado.

Hóa thạch Allosaurus chiếm 70 - 75% số mẫu vật khủng long chân thú được tìm thấy tại thành hệ Morrison; và do đó là bậc dinh dưỡng cao nhất trong chuỗi thức ăn của thành hệ này. Bản thân Morrison là một vùng đá rộng 1.5 triệu km2 nằm ở phía Tây Hoa Kỳ, với kiểu khí hậu đặc trưng là nửa khô hạn, 2 mùa mưa, khô rõ rệt cùng các bãi bồi bằng phằng. Thảm thực vật tại đây thay đổi từ các rừng thông, dương xỉ mộc, dương xỉ dọc theo sông; cho đến các xavan dương xỉ xen lẫn vài cây khác như chi thông đã tuyệt chủng dạng bách tán Brachyphyllum.
Thành hệ Morrison là một trong những nơi giàu hóa thạch nhất Bắc Mỹ. Rất nhiều loài động thực vật cổ đại đã được tìm thấy tại đây, gồm, thực vật: tảo lục Chlorophyta, nấm, rêu, mộc tặc, dương xỉ, tuế, bạch quả cùng vài họ thông; động vật: các loài thân mềm hai mảnh, ốc, cá vây tia, động vật lưỡng cư không đuôi và có đuôi, rùa, động vật đầu mỏ, thằn lằn, các loài crocodylomorpha trên cạn và dưới nước, vài dực long, nhiều loại khủng long và một số bộ thú thủy tổ như Docodonta, Multituberculata, Symmetrodonta và Eutriconodonta. Khủng long tại đây có khủng long chân thú Ceratosaurus, Ornitholestes, Torvosaurus; chân thằn lằn Apatosaurus, Brachiosaurus, Brontosaurus, Camarasaurus, Diplodocus; và hông chim Camptosaurus, Dryosaurus, Stegosaurus. Hóa thạch Allosaurus thường nằm chung một nơi với Apatosaurus, Camarasaurus, Diplodocus, và Stegosaurus.
Không chỉ ở Mỹ, Allosaurus còn được tìm thấy tại Bồ Đào Nha. Các thành hệ niên đại Jura Muộn này cũng có những nét tương tự như thành hệ Morrison, có điều chúng mang ảnh hưởng của đại dương nhiều hơn. Nhiều chi khủng long trong thành hệ Morrison cũng là những chi được tìm thấy trong các thành hệ Bồ Đào Nha (chủ yếu là Allosaurus, Ceratosaurus, Torvosaurus, và Apatosaurus), hoặc là họ hàng gần của chúng (Brachiosaurus so với Lusotitan, Camptosaurus so với Draconyx).

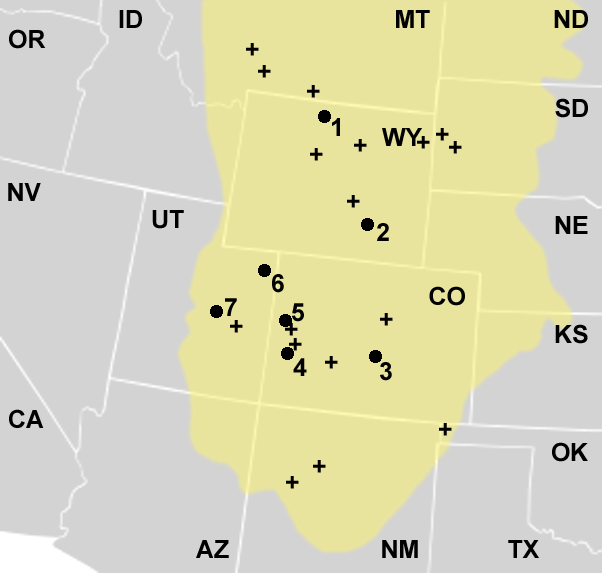
Thành hệ Morrison (màu vàng) ở miền Tây Hoa Kỳ. Các dấu chấm và cộng là những nơi Allosaurus được tìm thấy.

Ở cả hai thành hệ trên, Allosaurus tồn tại song song cùng với 2 chi khủng long chân thú ăn thịt lớn khác là Ceratosaurus và Torvosaurus. Dựa trên các đặc điểm giải phẫu học và vị trí hóa thạch của 3 chi này, người ta nghĩ chúng có các tổ sinh thái khác nhau. Ceratosaurus và Torvosaurus dường như thích hoạt động gần các rạch nước. Với cơ thể thấp, ốm, chúng có lợi thế trong địa hình rừng và bụi cây thấp. Trái lại, Allosaurus chắc nịch hơn, chân dài hơn, nhanh hơn nhưng không linh hoạt bằng, có vẻ thích hợp hơn với địa hình bãi bồi khô. Sọ Ceratosaurus thì cao và hẹp, còn răng của chúng thì lớn và rộng hơn Allosaurus. Đây là một trong những đặc điểm giải phẫu học dễ nhận biết để phân biệt 2 chi này. Thịt Allosaurus cũng có thể được các loài khủng long khác tiêu thụ, như dấu răng trên xương mu của một mẫu Allosaurus cho thấy, có thể là của Ceratosaurus hay Torvosaurus. Vị trí của xương này (một trong những phần cuối cùng của thân và được che chắn một phần bởi chân), cùng với thực tế rằng nó là một trong những phần cứng nhất trong bộ xương, cho thấy rằng con Allosaurus này đã chết và đang bị (các) cá thể khủng long ăn xác thối ăn.

## Cổ sinh vật học

### Đời sống

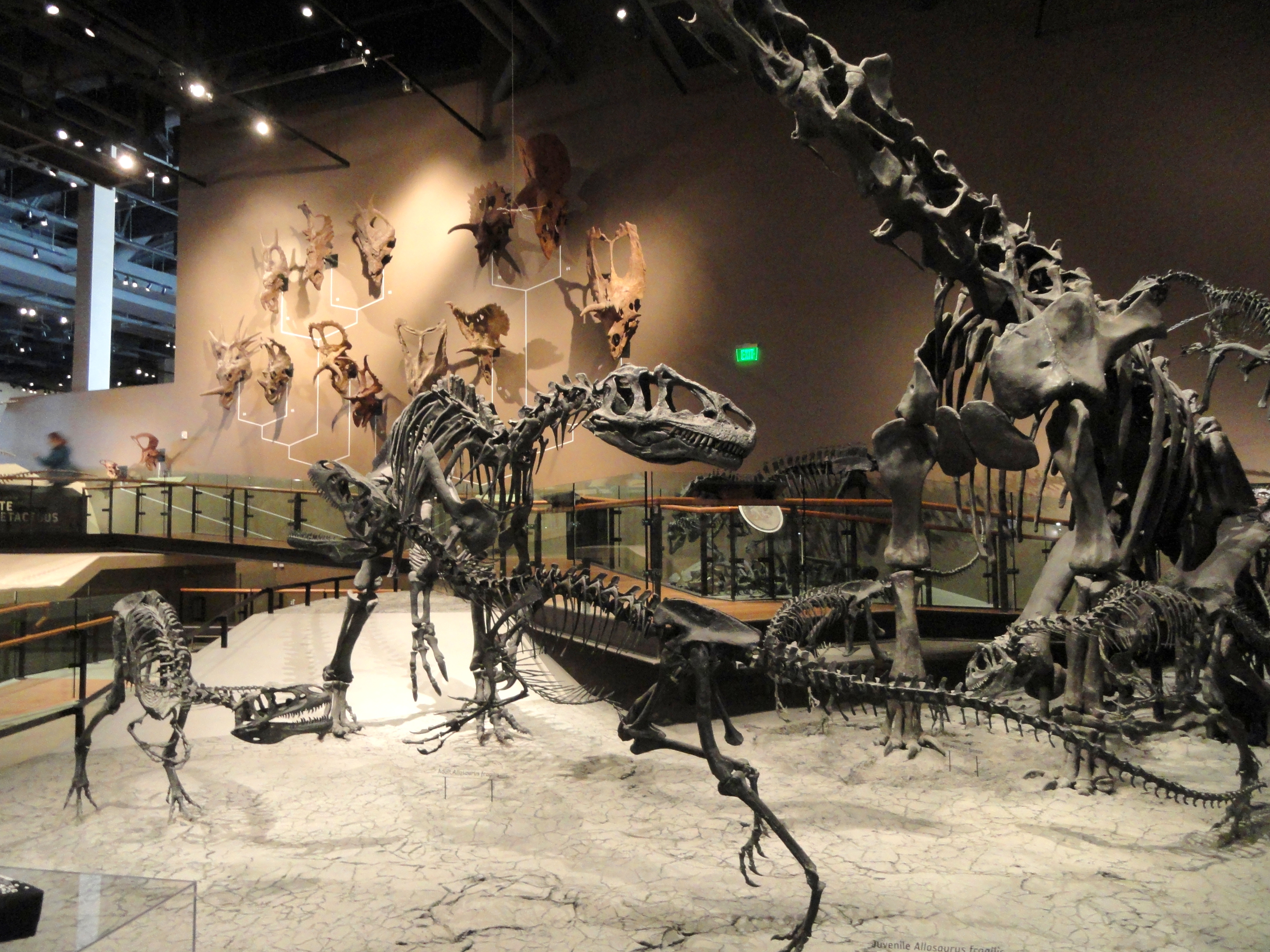
Skeletons at different growth stages

Số lượng lớn các hóa thạch Allosaurus thuộc đủ mọi lứa tuổi khác nhau ("trẻ" nhất có thể là các trứng tại Colorado) đã giúp cho các nhà khoa học nghiên cứu được sự phát triển cũng như tuổi thọ ước tính của chúng. Dựa trên các phân tích mô học xương chi, sự phát triển của xương dừng lại lúc 22 đến 28 tuổi, xêm xêm với các loài khủng long chân thú lớn khác như Tyrannosaurus. Cũng từ phân tích trên, tốc độ tăng trưởng nhanh nhất của Allosaurus dường như rơi vào  độ tuổi 15 với 150 kg/năm.
Medullary bone tissue (endosteally derived, ephemeral, mineralization located inside the medulla of the long bones in gravid female birds) has been reported in at least one Allosaurus specimen, a shin bone from the Cleveland-Lloyd Quarry. Today, this bone tissue is only formed in female birds that are laying eggs, as it is used to supply calci to shells. Its presence in the Allosaurus individual has been used to establish sex and show it had reached reproductive age. However, other studies have called into question some cases of medullary bone in dinosaurs, including this Allosaurus individual. Data from extant birds suggested that the medullary bone in this Allosaurus individual may have been the result of a bone pathology instead.

### Não và các giác quan
Kết quả chụp cắt lớp vi tính nội đúc não Allosaurus cho thấy nó có nhiều nét tương đồng với bộ cá sấu hơn là chim. Qua cấu trúc hệ tiền đình của nó, người ta biết được, ở trạng thái nghỉ, hộp sọ Allosaurus nằm ngang, không chúc lên hay chúc xuống. Tai trong Allosaurus cũng giống như cá sấu, vì thế có lẽ nó nghe tốt nhất là ở tần số thấp, và gặp khó khăn với những âm thanh nhỏ. Hành khứu giác thì lớn, có vẻ như rất thích hợp cho việc đánh hơi, mặc dù vùng xử lý thông tin mùi khá là nhỏ.